# Joe Colone
Joseph Frank Colone, detto Joe (Berwick, 23 gennaio 1924 – Woodbury, 1º luglio 2009), è stato un cestista statunitense, professionista nella BAA e nella ABL.